# Adam Giza
Adam Giza (ur. 26 lipca 1988 w Rydułtowach) – polski prezenter telewizyjny i dziennikarz.

## Życiorys
W 2007 roku ukończył I Liceum Ogólnokształcące im. Powstańców Śląskich w Rybniku. Jest również absolwentem politologii Uniwersytetu Śląskiego w Katowicach oraz logopedii Wyższej Szkoły Biznesu w Dąbrowie Górniczej.
Pierwszą telewizją, z którą współpracował była Telewizja Silesia, gdzie prowadził m.in. poranny program „Radio Silesia na Wizji”.
Od 2017 do 2023 roku prezenter TVP. Od lutego 2017 roku do sierpnia 2017 roku był prezenterem prognozy pogody w programie „Dzień dobry, Polsko!” w TVP1. Od sierpnia 2017 roku do marca 2018 roku pełnił rolę gospodarza tego programu, w duecie z Justyną Śliwowską-Mróz. Od marca 2018 do 20 grudnia 2023 wraz z Anną Popek prowadzący program „Wstaje dzień” w TVP Info. Od października 2019 do grudnia 2023 gospodarz programu „O tym się mówi” w TVP Info (obok Karola Gnata).
Od marca 2018 do marca 2020 roku prezenter programu „Halo Polonia” w TVP Polonia (obok Agaty Konarskiej, Grzegorza Miśtala, Marty Kielczyk i Adama Krzykowskiego).
W 2019 roku prowadził wraz z Martą Manowską „Powitanie Lata z Jedynką” na antenie TVP1.
W okresie pandemii COVID-19 od 10 marca 2020 roku prowadzący program „Koronawirus Poradnik” w TVP Info, TVP1 oraz TVP Polonia. Program był jednym z rekordowych pod względem oglądalności programem polskich stacji informacyjnych. Wydanie z 15 marca 2020 roku, w TVP Info oglądało w szczytowym momencie 1 485 372 widzów. Za szereg programów o walce z COVID 19 oraz promowanie postawy prozdrowotnej został nagrodzony 1. nagrodą w plebiscycie „Medyczny Dziennikarz Roku 2020”. Nagrodę przyznało „Stowarzyszenie Dziennikarzy dla Zdrowia”.
Od kwietnia 2021 do grudnia 2023 pracował również w TVP3, gdzie prowadził program dla uczniów szkół „Szkoła Poradnik”.
W 2019 roku ambasador akcji „Prowadzę – jestem trzeźwy” wraz z Rafałem Patyrą oraz Wojciechem Puchałą.
Od 1 czerwca do 19 grudnia 2023 roku był prezenterem programu informacyjnego TVP2 „Panorama” oraz dziennikarzem  wyłącznie medycznym TVP1 „Wiadomości”. 19 marca 2024 w wyniku sporu wokół mediów publicznych odszedł z Telewizji Polskiej. 
Od 12 kwietnia 2024 roku autor videobloga medycznego "Na zdrowie", który emituje w swoich mediach społecznościowych, a którego gośćmi są największe tuzy medycyny. Program przyciąga ponad 50 000 widzów. Od 17 września 2024 roku prezenter telewizji wPolsce24 należącej do spółki Fratria sp. z o.o., w której prowadzi serwisy informacyjne i rolnicze.

## Inna działalność
W 2023 roku nagrodzony najwyższym odznaczeniem "Stowarzyszenia Dziennikarzy dla Zdrowia" tytułem "Mistrza Telewizyjnego Przekazu".
W 2022 roku nagrodzony tytułem "Perspektywy Medycyny" w kategorii media przez "Kongres Zdrowia Polaków" prof. Henryka Skarżyńskiego.
W 2021 roku nagrodzony tytułem "Medyczny Dziennikarz Roku" przez "Stowarzyszenie Dziennikarzy dla Zdrowia".
W 2017 roku wyróżniony przez „Stowarzyszenie Dziennikarzy Medycznych” tytułem „Medyczny Dziennikarz Roku”.
W latach 2004–2007 członek Kadry Polski Juniorów w triathlonie (PZTri).
W 2004 roku wraz z Mateuszem Kowalem i Piotrem Grzegórzkiem zajął 6. miejsce Mistrzostw Europy Juniorów (Włochy).
W 2005 roku wicemistrz Polski Juniorów Młodszych podczas „Ogólnopolskiej Olimpiadzie Młodzieży Radom”.
W 2005 roku wraz z Jędrzejem Przybylskim i Tomaszem Malakiem zajął 5. miejsce w Mistrzostwach Europy Juniorów (Grecja).